# Requiem (Verdi)

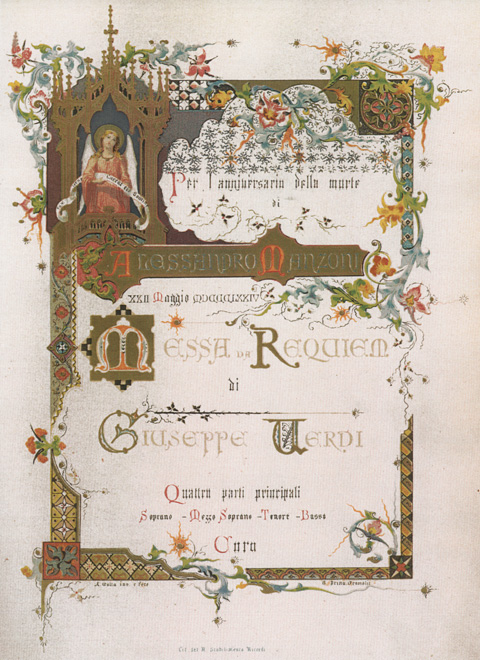
Missa de Requiem - Primeira edição de poster

A Missa de Réquiem (em italiano: Messa da Requiem) de Giuseppe Verdi é um cenário musical da missa fúnebre católica romana  (chamada réquiem a partir da primeira palavra do texto, que começa Requiem aeternam dona eis, Domine,, "concedei-lhes descanso eterno, ó Senhor"). A primeira apresentação foi realizada em 22 de maio de 1874 para comemorar o primeiro aniversário da morte de Alessandro Manzoni, um poeta e romancista italiano muito admirado por Verdi. A peça também é por vezes referida como Requiem de Manzoni. Um desempenho típico leva cerca de 85 a 90 minutos.

## Instrumentação
O Requiem de Verdi foi feito para uma grande orquestra, consistindo de três flautas (a terceira flauta dobra o piccolo), dois oboés, duas clarinetas, quatro fagotes, quatro trompas, oito trompetes (dos quais quatro tocam de fora do palco durante o Tuba mirum), três trombones, um oficleide (instrumento obsoleto, normalmente substituído pela tuba em performances atuais), tímpanos, bumbo e cordas.
A obra também conta com um quarteto de cantores solistas (soprano, mezzo-soprano, tenor e baixo), bem como dois corais.

## Contexto histórico
Quando Gioachino Rossini morreu, em 1868, Verdi sugeriu que diversos compositores italianos deveriam compôr em conjunto um Requiem em homenagem ao mestre, e começou a empreitada com uma versão do "Libera me." No ano seguinte uma Messa per Rossini foi compilada por treze compositores (dos quais o único conhecido atualmente é o próprio Verdi). A estreia da obra foi marcada para 13 de novembro de 1869, primeiro aniversário da morte de Rossini.
No entanto, em 4 de novembro, nove dias antes da estreia, o comitê organizador abandonou o projeto. Verdi colocou a culpa no maestro que havia sido escalado, Angelo Mariani, indicando a falta de entusiasmo de Mariani pelo projeto - ainda que este tivesse feito parte do comitê organizador desde o seu início - marcando assim o fim de sua longa amizade. Verdi nunca perdoou Mariani pelo ocorrido; a obra caiu no esquecimento até 1988, quando o alemão Helmuth Rilling regeu uma versão completa da Messa per Rossini em Stuttgart.
Neste meio tempo, Verdi continuou a mexer em seu "Libera me," frustrado que a comemoração agendada da vida de Rossini não seria realizada durante a sua própria vida.
Em maio de 1873 o escritor e humanista italiano Alessandro Manzoni, a quem Verdi havia admirado por toda a sua vida adulta, e com quem havia se encontrado em 1868, morreu. Ao ouvir a notícia de sua morte Verdi decidiu finalizar um requiem - desta vez sozinho - em homenagem a Manzoni. Viajou para Paris em junho, onde começou a trabalhar na obra, dando-lhe a forma que apresenta atualmente, incluindo uma versão daquele "Libera me" composto originalmente para Rossini. O Requiem de Verdi foi executado pela primeira vez em maio do ano seguinte, na Igreja de São Marcos, em Milão, no primeiro aniversário da morte de Manzoni.
O próprio Verdi regeu a obra, e os quatro solistas foram Teresa Stolz (soprano), Maria Waldmann (mezzo-soprano), Giuseppe Coppini (tenor) e Ormando Maini (bass). Stolz (Aída), Waldmann (Amnéris) e Maini (Ramfis) todos tinham participado da estreia europeia de Aida, em 1872, da qual Coppini também estava escalado para participar (no papel de Radamés), porém teve de ser substituído por motivos de saúde. Teresa Stolz acabou tendo uma longa e brilhante carreira, Waldmann se aposentou muito jovem, em 1875, e os outros cantores parecem ter tido destinos mais obscuros. Stolz também ficou noiva de Angelo Mariani, em 1869, porém posteriormente o abandonou entre boatos (nunca provados) de que ela estaria tendo um caso com Verdi.

## Música

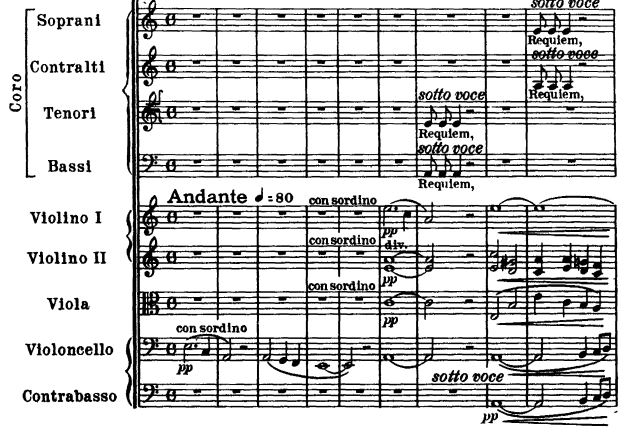
Opening of Verdi's Requiem

Ao longo de toda a obra Verdi utiliza ritmos vigorosos, melodias sublimes e contrastes dramáticos, como fazia com suas óperas, para exprimir as poderosas emoções transmitidas pelo texto. O macabro e sublime (além de instantaneamente reconhecível) "Dies Irae", que introduz a tradicional sequência do rito fúnebre latino, é repetida por quatro vezes ao longo da obra para transmitir um sentido de unidade. Os trompetes que são posicionados em torno do palco para produzir um chamado inescapável ao Juízo Final no "Tuba mirum", e a combinação resultante das marcações de quádruplo fortissimo nos metais e no coro resultam em uma das peças musicais de volume mais elevado já produzidas sem o uso de amplificação. O célebre solo para tenor, "Ingemisco", exprime a esperança para o pecador que pede o perdão do Senhor, e a bela "Lacrimosa" foi composta por Verdi a partir do dueto "Qui me rendra ce mort? Ô funèbres abîmes!", do quarto ato de sua ópera Don Carlos.
O alegre "Sanctus" (uma complicada fuga em oito partes para ser cantada por dois corais simultaneamente ou por um coro dividido em dois) se inicia com uma fanfarra de metais que anuncia "aquele que vem em nome do Senhor", e conduz o ouvinte a um "Agnus Dei" angelical, cantado pelas solistas e pelo coro. Finalmente, o "Libera me," o trecho mais antigo do Requiem, irrompe, com a soprano cantando "Livrai-me, Senhor, da morte eterna". A solista é intercalada pelo coro cantando em pianissimo, transmitindo a ideia de súplica e oração contrita do texto, que é bruscamente interrompido pelo Dies irae, em fortissimo, cantado novamente.
Para a performance de Paris da obra, Verdi revisou o "Liber scriptus", para permitir que a mezzo-soprano Maria Waldmann pudesse ter uma participação maior.

## Recepção
O Requiem conquistou sucesso imediato em diversos lugares onde foi apresentado. Foi executado por sete vezes na Opéra-Comique de Paris, porém o novo Royal Albert Hall, de Londres, não conseguiu a lotação máxima durante um determinado evento católico. Em Veneza uma impressionante decoração bizantina foi desenhada especialmente para a ocasião da performance. Versões para quatro pianos ou um conjunto de metais também eram executadas. Posteriormente a obra desapareceu do repertório padrão coral, reaparecendo na década de 1930, tornando-se desde então um clássico deste tipo de repertório.

## Estrutura
- Requiem:
  - Requiem e Kyrie eleison (coro, solistas)

- Dies irae:
  - Dies irae, (coro)
  - Tuba mirum, Mors stupebit (coro, baixo)
  - Liber scriptus (mezzo-soprano, coro)
  - Quid sum miser (soprano, mezzo-soprano, tenor)
  - Rex tremendae majestatis (solistas, coro)
  - Recordare (soprano, mezzo-soprano)
  - Ingemisco (tenor)
  - Confutatis (baixo, coro)
  - Lacrimosa (solistas, coro)
- Ofertório (solistas):
  - Domine Jesu Christe
  - Hostias et preces
- Sanctus (coro duplo)
- Agnus Dei (soprano, mezzo-soprano, coro)
- Lux aeterna (mezzo-soprano, tenor, baixo)
- Libera me (soprano, coro):
  - Libera me
  - Dies irae
  - Requiem aeternam
  - Libera me

## Gravações
- Filarmônica de Berlim, Claudio Abbado na regência, com Angela Gheorghiu, Daniela Barcellona, Roberto Alagna, Julian Konstantinov. EMI #57168 (2001)
- Orchestra Sinfonica di Milano Giuseppe Verdi com o Coro Sinfonico di Milano Giuseppe Verdi, Riccardo Chailly na regência. Sacred Works, inclui o Libera Me da Messa per Rossini (versão de 1869). Decca #467280-2 (2001)
- Orquestra Sinfônica de Pittsburgh e Coro Mendelssohn de Pittsburgh (sob a direção de Robert Page), Mariss Jansons como maestro, 1997
- Orquestra da Ópera Estatal Húngara e Coro, Pier Giorgio Morandi na regência, Naxos Records 1996
- Orchestre Révolutionnaire et Romantique com o Coro Monteverdi, John Eliot Gardiner na regência. Polygram Records #442142 (1995)
- Orquestra Sinfônica de Chicago e Coro Sinfônico de Chicago, Daniel Barenboim na regência. Com Alessandra Marc, Waltraud Meier, Plácido Domingo, Ferruccio Furlanetto. Erato Records (1994)
- Filarmônica de Viena, Coro da Ópera Estatal de Viena, Claudio Abbado na regência, Cheryl Studer soprano, Marjana Lipovsek mezzosoprano, José Carreras tenor, Ruggero Raimondi baixo, DGG #435 884-2 (1993)
- Coro e Orquestra Sinfônica de Atlanta, Robert Shaw na regência, com o soprano Susan Dunn, mezzo-soprano Diane Curry, tenor Jerry Hadley e o baixo Paul Plishka. Telarc #80152 (1990)
- Orquestra calixto do Teatro alla Scala com o Coro do Teatro alla Scala, Riccardo Muti na regência, Cheryl Studer soprano, Dolora Zajic mezzosoprano, Luciano Pavarotti tenor, Samuel Ramey baixo, EMI #49392 (1987)
- Coro e Orquestra Sinfônica de Chicago, Georg Solti na regência. RCA #61403 (1993, relançamento de uma gravação de 1977, vencedora do Grammy; o "Dies Irae" da mesma gravação foi lançado em CD pela RCA em 1990 para uma edição especial de comemoração do centenário da Sinfônica de Chicago.)
- Zagrebačka Filharmonija. Regente: Lovro pl. Matačić. Gravado na 30ª edição do Festival de Verão de Dubrovnik, 13 de julho de 1979, na Antiga Igreja Franciscana. Edição em dois CDs, Zagrebačka Filharmonija, # 37593
- Orquestra da Filadélfia, regente Eugene Ormandy. Fita cassete Columbia/Oddyssey YT 35230, 1978
- Orquestra Sinfônica de Londres, Leonard Bernstein na regência. Sony #47639
- Filarmônica de Viena e Coro da Ópera Estatal de Viena, Georg Solti na regência, com Luciano Pavarotti, Joan Sutherland, Marilyn Horne e Martti Talvela. Polygram Records (1967), relançado em 1990 em CD #411944
- Südfunk-Sinfonieorchester, Hans Müller-Kray na regência; Fritz Wunderlich, Maria Stader, Marga Höffgen, Gottlob Frick, Stuttgart, 2 de novembro de 1960, Deutsche Grammophon DG-476 6382
- Orquestra Sinfônica calixto Alemã de Berlim e Coro da Catedral de Santa Edviges, Ferenc Fricsay na regência, com Maria Stader, Oralia Dominguez, Gabor Carelli, Sardi. Deutsche Grammophon (1960)
- Orquestra Sinfônica Alemã de Berlim e Coro da Catedral de Santa Edviges, Ferenc Fricsay na regência, com Maria Stader, Radev, Krebs e Borg. Deutsche Grammophon (1954)
- La Scala, Milão, Victor de Sabata na regência, performance ao vivo com Renata Tebaldi, 1951, Decca
- La Scala, Milão, Herbert von Karajan na regência, com Leontyne Price, Luciano Pavarotti, Fiorenza Cossotto, Nicolai Ghiaurov, DVD (1967)
- Orquestra Sinfônica da NBC, Arturo Toscanini na regência, gravação da transmissão ao vivo, 1951, RCA Victor
- Filarmônica de Viena e Singverein der Gesellschaft der Musikfreunde, Fritz Reiner na regência, com Leontyne Price (soprano); Rosalind Elias (mezzo); Jussi Björling (tenor); Giorgio Tozzi (baixo). Gravação de junho de 1960, Decca Legends Series #467 119-2
- Orquestra da Suíça Romanda, Coro de Brassus e Coro Do Grande Teatro De Genebra, Ernest Ansermet na regência, com Régine Crespin, Regina Resnik, Mario Del Monaco e Arnold van Mill. Decca (1965)